# Youssef Abbas
Youssef Mohamed Abbas (in arabo يوسف محمد عباس‎?; Abu Zaabal, 2 dicembre 1920 – Mar Mediterraneo, 28 ottobre 1956) è stato un cestista egiziano.

## Carriera
Abbas disputò e vinse con l'Egitto i Campionati europei del 1949, migliorando il risultato dell'edizione 1947 in cui aveva conquistato la medaglia di bronzo. Ha inoltre disputato le Olimpiadi di Londra 1948 e Helsinki 1952, oltre ai Mondiali 1950.
È morto nel 1956: si trovava su un velivolo egiziano abbattuto al largo di Cipro dall'aviazione israeliana (la cosiddetta "Operazione Tarnegol"), la quale mirava all'uccisione di ʿAbd al-Ḥakīm ʿĀmir (non presente sul volo), e che provocò invece la morte di 18 persone, tra cui Ahmed Fouad Nessim, pallanuotista olimpico egiziano, portabandiera alle olimpiadi 1952.